# Cladophoraceae
Famille
Les Cladophoraceae, ou Cladophoracées, sont une famille d’algues vertes de l’ordre des Cladophorales. 

## Étymologie
Le nom vient du genre type Cladophora, composé du préfixe "clad-", « branche ; rameau », et du suffixe "-phora", « qui porte », signifiant littéralement « porteur de rameaux ». 

## Liste des genres
Selon AlgaeBase (3 août 2017) :
- Acrocladus Nägeli
- Bryobesia Weber-van Bosse
- Chaetomorpha Kützing
- Cladochaete C.Meyer & A.Skabitschevsky
- Cladophora Kützing
- Hormiscia Fries
- Lurbica Boedeker
- Prolifera Vaucher
- Pseudorhizoclonium Boedeker
- Rama V.J.Chapman
- Rhizoclonium Kützing
- Spongiochrysis Rindi, J.López-Bautista, A.R.Sherwood & Guiry
- Willeella Børgesen

Selon BioLib (3 août 2017) :
- Chaetomorpha Kuetzing
- Cladophora Kützing, 1843

Selon Catalogue of Life (3 août 2017) :
- Cladophora
- Conferva
- Hormiscia
- Pithophora

Selon GBIF (28 décembre 2022) :
- Acracladus
- Aegagropila Kützing, 1843
- Aplonema Hassall, 1845
- Arnoldiella V.V.Miller, 1928
- Basicladia W.E.Hoffmann & J.E.Tilden, 1930
- Bryobesia Weber-van Bosse, 1911
- Chaetocladiella C.Meyer & A.P.Skabichevskij, 1968
- Chaetomorpha Kützing, 1845
- Chaetonella Schmidle, 1901
- Chloropteris Montagne, 1850
- Cladogonium H.Hirose & M.Akiyama, 1971
- Cladophora Kützing, 1843
- Cladophorella F.E.Fritsch, 1944
- Cladostroma Skuja, 1937
- Conferva Linnaeus, 1753
- Cystothrix J.E.Gray, 1864
- Cytophora J.E.Gray, 1864
- ''Gemmiphora A.Skabichevskii, 1931
- Hormiscia Fries, 1835
- Leptocystea J.E.Gray, 1864
- Lurbica Boedeker, 2016
- Lychaete J.Agardh, 1846
- Magnusina O.Kuntze, 1891
- Pithophora Wittrock, 1877
- Pseudorhizoclonium Boedeker, 2016
- Rhizoclonium Kützing, 1843
- Spongiochrysis Rindi, J.López-Bautista, A.R.Sherwood & Guiry, 2006
- Spongosiphonia J.E.Areschoug, 1866
- Vagabundia J.E.Gray, 1864
- Wittrockiella Wille, 1909

Selon ITIS (3 août 2017) :
- Chaetomorpha Kuetzing, 1845
- Cladophora Kützing, 1843
- Lola A. Hamel & G. Hamel, 1924
- Rhizoclonium Kuetzing, 1843

Selon World Register of Marine Species (3 août 2017) :
- Aegagropila Kützing, 1843
- Arnoldiella V.V.Miller, 1928
- Basicladia W.E.Hoffmann & Tilden, 1930
- Bryobesia Weber-van Bosse, 1911
- Caerea
- Chaetocladiella C.Meyer & A.P.Skabichevskij, 1968
- Chaetomorpha Kützing, 1845
- Chaetonella Schmidle, 1901
- Chloropteris Montagne, 1850
- Cladogonium H.Hirose & M.Akiyama, 1971
- Cladophora Kützing, 1843
- Cladophorella F.E.Fritsch, 1944
- Cladostroma Skuja, 1937
- Gemmiphora A.Skabichevskii, 1931
- Hormiscia Fries, 1835
- Lychaete J.Agardh, 1846
- Pithophora Wittrock, 1877
- Rhizoclonium Kützing, 1843
- Spongiochrysis Rindi, J.López-Bautista, A.R.Sherwood & Guiry, 2006
- Wittrockiella Wille, 1909

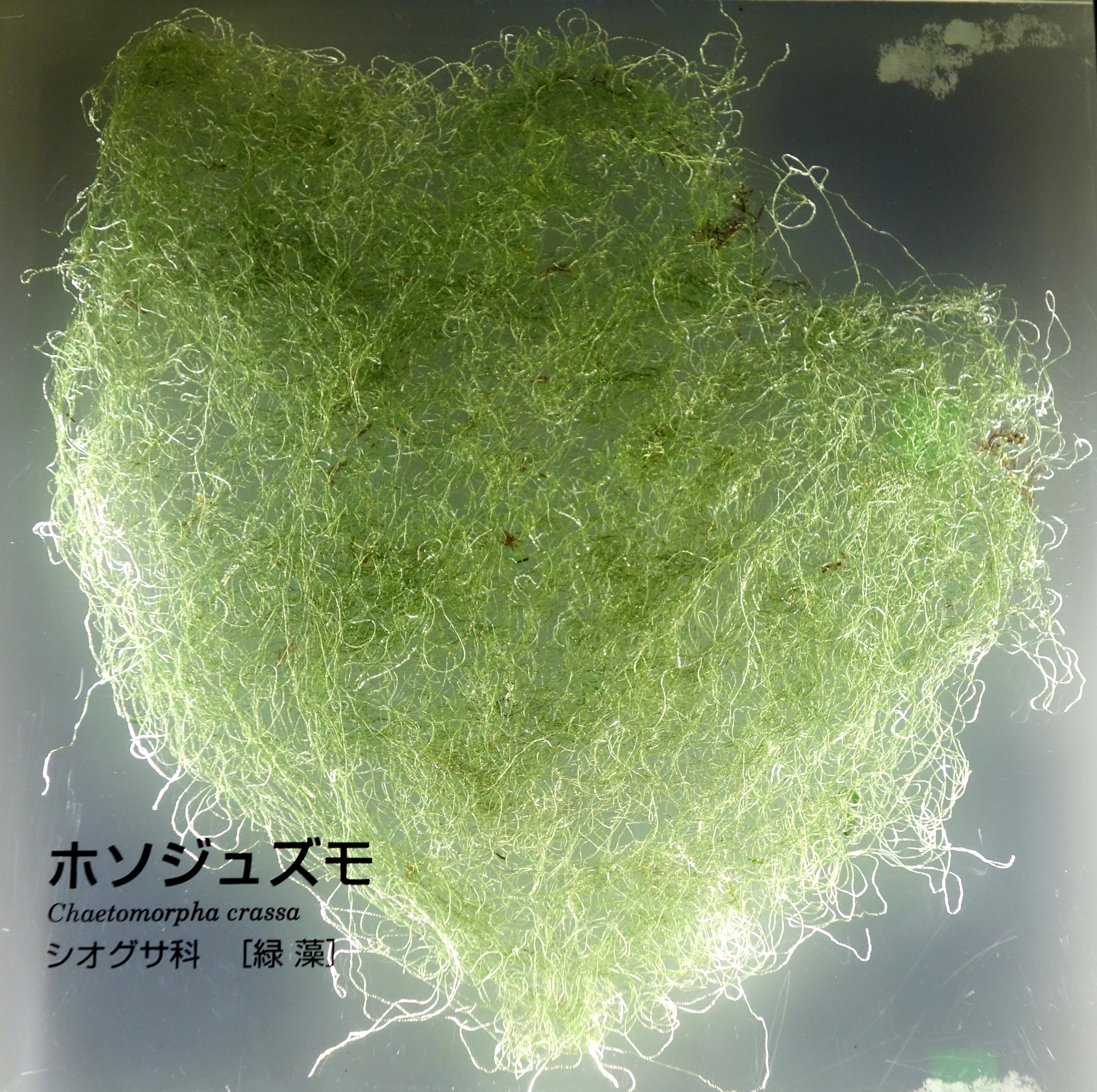
Chaetomorpha crassa.
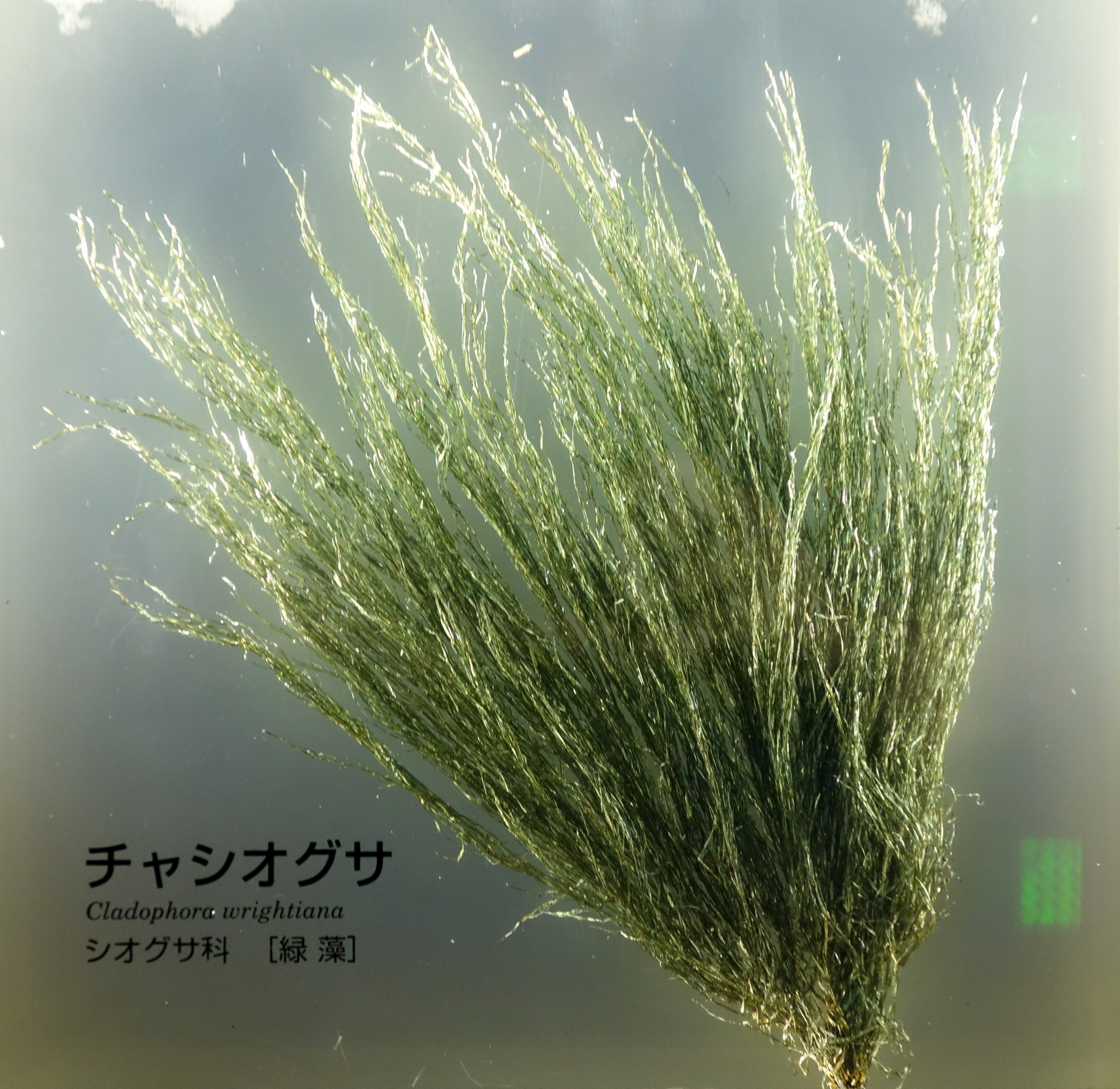
Cladophora wrightiana.